# Велингтон (Илиноис)
Велингтон (енгл. Wellington) град је у америчкој савезној држави Илиноис.

## Демографија
По попису из 2010. године број становника је 242, што је 22 (-8,3%) становника мање него 2000. године.
| Група             | 2000.       | 2010.       |
| Белци             | 258 (97,7%) | 233 (96,3%) |
| Афроамериканци    | 0 (0,0%)    | 0 (0,0%)    |
| Азијати           | 0 (0,0%)    | 0 (0,0%)    |
| Хиспаноамериканци | 5 (1,9%)    | 9 (3,7%)    |
| Укупно            | 264         | 242         |